# Bataille de Liegnitz (1760)
Pour l’article homonyme, voir Bataille de Liegnitz.
Notes
1. ↑  Les 80 000 hommes amenés en renfort par le comte von Daun ne prendront pas part aux combats

Guerre de Sept Ans
Batailles
- Minorque (navale) (1756)
- Pirna (1756)
- Lobositz (1756)
- Reichenberg (1757)
- Prague (1757)
- Kolin (1757)
- Hastenbeck (1757)
- Gross-Jägersdorf (1757)
- Moys (1757)
- Rochefort (1757)
- Rossbach (1757)
- Breslau (1757)
- Leuthen (1757)
- Carthagène (navale) (1758)
- Olomouc (1758)
- Saint-Malo (1758)
- Rheinberg (1758)
- Krefeld (1758)
- Domstadl (1758)
- Cherbourg (1758)
- Zorndorf (1758)
- Saint-Cast (1758)
- Tornow (1758)
- Lutzelberg (1758)
- Hochkirch (1758)
- Bergen (1759)
- Kay (1759)
- Minden (1759)
- Kunersdorf (1759)
- Neuwarp (navale) (1759)
- Hoyerswerda (1759)
- Baie de Quiberon (navale) (1759)
- Maxen (1759)
- Meissen (1759)
- Glatz (1760)
- Landshut (1760)
- Corbach (1760)
- Emsdorf (1760)
- Dresde (1760)
- Warburg (1760)
- Liegnitz (1760)
- Rhadern (1760)
- Berlin (1760)
- Kloster Kampen (1760)
- Torgau (1760)
- Belle-Île (1761)
- Langensalza (1761)
- Cassel (1761)
- Grünberg (1761)
- Villinghausen (1761)
- Ölper (1761)
- Kolberg (1761)
- Wilhelmsthal (1762)
- Burkersdorf (1762)
- Lutterberg (1762)
- Reichenbach (1762)
- Almeida (1762)
- Valencia de Alcántara (1762)
- Nauheim (1762)
- Vila Velha de Ródão (1762)
- Cassel (1762)
- Freiberg (1762)

- Jumonville Glen (1754)
- Fort Necessity (1754)
- Fort Beauséjour (1755)
- 8 juin 1755
- Monongahela (1755)
- Petitcoudiac (1755)
- Lac George (1755)
- Fort Bull (1756)
- Fort Oswego (1756)
- Kittanning (1756)
- En raquettes (1757)
- Pointe du Jour du Sabbat (1757)
- Fort William Henry (1757)
- German Flatts (1757)
- Lac Saint-Sacrement (1758)
- Louisbourg (1758)
- Le Cran (1758)
- Fort Carillon (1758)
- Fort Frontenac (1758)
- Fort Duquesne (1758)
- Fort Ligonier (1758)
- Québec (1759)
- Fort Niagara (1759)
- Beauport (1759)
- Plaines d'Abraham (1759)
- Sainte-Foy (1760)
- Neuville (1760)
- Ristigouche (navale) (1760)
- Mille-Îles (1760)
- Signal Hill (1762)

- Cap-Français (1757)
- Martinique (1759)
- Guadeloupe (1759)
- Dominique (1761)
- Martinique (1762)
- Cuba (1762)

- Chandernagor (1757)
- Plassey (1757)
- Gondelour (1758)
- Négapatam (navale) (1758)
- Condore (1758)
- Madras (1758)
- Pondichéry (navale) (1759)
- Masulipatam (1759)
- Chinsurah (1758)
- Wandiwash (1760)
- Pondichéry (1760-1761)
- Manille (1762)

- Saint-Louis (1758)
- Gorée (1758)
- Gambie

La bataille de Liegnitz (1760) est un épisode de la guerre de Sept Ans qui eut lieu le 15 août 1760 entre l'armée autrichienne du général Ernst von Laudon et l'armée prussienne de Frédéric II.

## Contexte
Les armées autrichiennes poursuivent leurs efforts pour reconquérir la Silésie perdue par l'Autriche lors de la guerre de Succession d'Autriche. En juillet 1760, le général autrichien Ernst von Laudon enlève aux Prussiens l'importante forteresse de Glatz tandis que Frédéric II subit un échec au siège de Dresde. Les Autrichiens attendent l'entrée en action de leurs alliés russes : l'armée russe du maréchal Piotr Saltykov, forte de 60 000 hommes, se concentre à Poznań en Pologne et se prépare à  marcher sur Glogau. Mais les Autrichiens, changeant leurs plans, demandent à Saltykov de marcher sur Breslau: cette ville est plus proche des bases autrichiennes et moins exposée à une contre-attaque de Frédéric II. Ce changement entraîne un retard dans la marche des forces russes. Cependant, von Laudon tente de prendre Breslau avant l'arrivée des Russes. La ville est bombardée, mais son commandant, Friedrich Bogislav von Tauentzien, refuse de se rendre, tandis que le corps d'armée du prince Henri de Prusse, par une marche rapide, vient s'interposer entre Russes et Autrichiens. Cette série de mouvements laisse le temps à Frédéric II, avec son armée principale, de marcher en direction de Breslau. Le corps du prince Henri reste ensuite en observation face aux Russes. L'armée principale autrichienne, commandée par le feld-maréchal  von Daun, et le corps secondaire du comte de Lacy viennent à la rencontre des forces de von Laudon: les trois armées autrichiennes totalisent plus de 100 000 hommes contre 30 000 à 50 000 hommes pour les armées prussiennes. Saltykov, après avoir beaucoup récriminé contre la lenteur des Autrichiens, accepte de faire passer au sud de l'Oder un corps de 20 000 hommes commandés par Zakhar Tchernychev pour couvrir les arrières de von Laudon ; cependant, ce contingent ne participera pas à la bataille.

## La bataille
Les deux armées s'affrontent autour de la ville silésienne de Liegnitz (actuellement Legnica en Pologne). Pendant la nuit, von Daun fait traverser à son armée la rivière Kaczawa pour essayer de prendre à revers les Prussiens, mais il est devancé par Frédéric II: celui-ci se met en marche le 14 août  vers 8 heures du soir et son avant-garde, peu après minuit, arrive au contact des forces de von Laudon. Le corps d'armée de Lacy, qui a perdu son chemin dans l'obscurité, arrivera trop tard pour prendre part à la bataille.
Le 15 août vers 4 heures du matin, la cavalerie autrichienne attaque la position prussienne, mais elle est battue par les hussards du général Zieten. Un duel d'artillerie s'engage et tourne en faveur de Prussiens quand un fourgon de poudre autrichien explose. L'infanterie autrichienne tente une attaque des lignes prussiennes, mais elle est stoppée par des tirs d'artillerie. Une contre-attaque de l'infanterie prussienne menée sur la gauche par le régiment d'Anhalt-Bernburg les force à la retraite. Von Laudon doit se retirer en ayant perdu plus de 8 000 hommes. Von Daun, marchant à la suite des Prussiens, arrive près de Liegnitz vers 5 heures du matin alors que la bataille est déjà jouée ; il tente vainement de faire traverser une rivière par sa cavalerie sous le feu de l'artillerie prussienne, puis, malgré sa supériorité numérique, renonce à l'attaque.

## Conséquences
Aussi, Loudon a blâmé Down et Lassie pour sa défaite. Il entretenait avec eux une relation hostile, et leur reproche de ne pas lui être venu pas venue en aide au cours de la bataille. 
Dans le même temps, c'est la peur de l'apparition de Down qui a poussé Friedrich à abandonner la poursuite de Laudon, malgré le fait qu'il avait alors une réelle opportunité de détruire complètement l'ennemi vaincu.
La défaite des Autrichiens est tout d'abord due aux erreurs de calcul de leurs renseignements. Ceux-ci n'ont pas réussi à détecter le départ de l'ennemi alors que le plan de Daun ne prévoyait pas que Frédéric II quitte son camp. Démontrant ainsi les carences du travail d’état-major, qui n’a pas pris en compte une autre évolution de la situation outre celle qu’il voulait voir advenir.
Aussi, Loudon a blâmé Down et Lassie pour sa défaite. Il entretenait avec eux une relation hostile, et leur reproche de ne pas lui être venu pas venue en aide au cours de la bataille. 
Dans le même temps, c'est la peur de l'apparition de Down qui a poussé Friedrich à abandonner la poursuite de Laudon, malgré le fait qu'il avait alors une réelle opportunité de détruire complètement l'ennemi vaincu.
Aussi, ayant gagné la bataille, Frédéric n'avait cependant pas encore complètement échappé au danger. Il savait le corps russe de Chernyshev pourrait lui barrer la route vers Breslau, le plaçant alors dans une situation précaire entre russes et autrichiens.
Il fut cependant soulagé d’apprendre le lendemain de la bataille que Chernyshev était repassé de l’autre côté de l’Oder, ne cherchant pas à venir l’affronter.
De plus, il sut aussi rapidement que Daun avait une nouvelle fois perdu sa ferveur guerrière et s’était dirigé vers Schweidnitz au lieu d’entamer une poursuite.
Le roi de Prusse se convainquit alors que la Providence était de son côté et exprima dans ses conversation privée sa ferme conviction que la victoire de Liegnitz était le signe d’une intervention divine.
Frédéric II a une fois de plus empêché les Autrichiens de reprendre la Silésie. Mais son armée, très éprouvée, ne sera pas en mesure de s'opposer aux forces austro-russes lorsqu'elles lanceront le raid sur Berlin.

### Sources desXVIIIesiècleetXIXesiècle
- Henry Lloyd, Geschichte des Siebenjährigen Krieges in Deutschland zwischen dem Könige von Preußen und der Kaiserin Königin mit ihren Alliierten, übersetzt und herausgegeben von Georg Friedrich von Tempelhoff (de), Berlin, 1789, vol. 4, p. 151-171. (lire en ligne)).
- Jakob Friedrich Roesh, Collection de quarante-deux plans de batailles, sièges et affaires les plus mémorables de la guerre de Sept Ans, tirés des sources les plus respectables, et soigneusement collationnés avec les ouvrages les plus célèbres et les plus estimés qui aient paru sur cette matière, publiée par les soins de Mr. J.F Roesh, ingénieur-major au service de S.A.S, Monseigneur le duc régnant de Wirtemberg, professeur de mathématiques à l’école militaire de Stoutgard, Jean Chrétien Jaeger, 1790.
- Claude le Roux-Fazillac, Histoire de la Guerre d’Allemagne pendant les années 1756 et suivantes, entre le Roi de Prusse et l’Impératrice d’Allemagne et ses alliés ; traduite en partie de l’anglais de Lloyd et en partie rédigée sur la correspondance originale de plusieurs officiers français, et principalement sur celle de M. de Montazet, Lieutenant Général, envoyé par la Cour de France dans les Armées de l’Impératrice, tome second, Paris, Magimel, 1803.
- Frédéric II de Prusse, Œuvres de Frédéric le Grand, tome V, Rodolphe Decker, 1847
- Alfred Rambaud, Russes et Prussiens : Guerre de Sept Ans, Paris, Berger-Levrault et Cie, 1895.

### Études
- (de) Curt Jany, Geschichte der Preußischen Armee vom 15. Jahrhundert bis 1914, Zweiter Band, Die Armee Friederichs des Großen 1740–1763, Osnabrück, 1967, 564 f.
- (de) Günter Dorn et Joachim Engelmann, Die Schlachten Friedrichs des Grossen, Augsbourg, Verlag, 1997.
- (en) Franz A.J. Szabo, The Seven Years War in Europe, 1756-1763, Pearson, 2008.
- (en) Christopher Duffy, Frederick the Great: A Military Life, Law Book Co of Australasia, 2015.